# Бенгельская железная дорога
Железная дорога Бенгела (порт. Caminho de Ferro de Benguela), также называемая железной дорогой Катанга-Бенгела — железнодорожная линия, проходящая через центральную часть Анголы и юг Демократической Республики Конго с запада на восток и являющаяся крупнейшей и наиболее важной железной дорогой на юго-западе Африки. Она служит для соединения города Тенке, Конго, с Железная дорога Кейптаун — Каир (Кинду-Конго до Порт-Элизабет-Южно-Африканская Республика).
Точкой выхода на побережье является порт Лобиту на атлантическом побережье, откуда экспортируются все виды продукции: от полезных ископаемых до продуктов питания, промышленных товаров, животных.
Компанией, управляющей ангольским участком от Лобиту до Луау, является Железнодорожная Компания Бенгела-Э.П. (порт. Empresa do Caminho de Ferro de Benguela-E.P). На конголезском участке, от Дилоло до Тенке, дорогой управляет Национальное железнодорожное общество Конго (фр. Société nationale des Chemins de fer du Congo).
Общая длина составляет 1866 км, соединяя регион Коппербелт с Атлантическим океаном. В будущем планируется соединить дорогу с железными дорогами Танзании, Замбии, Зимбабве и Мозамбика, что позволит сформировать сеть железных дорог, охватывающую Южную Африку и соединяющую Атлантический и Индийский океаны.
Железная дорога начала строиться 1 марта 1903 года, ее первый эксплуатационный участок был открыт в 1905 году, протяженностью около 20 км. В 1912 году железнодорожные работы достигли Плато-ду-Бие (423 км) в центре португальской Анголы, достигнув района Катанга (1350 км) в Бельгийское Конго, в конце 1920-х годов, началась первая отгрузка руд. Железная дорога между 1930 и 1970 годами многократно била рекорды перевозок, но в 1976 году операции были прекращены из-за гражданской войны в Анголе. В 1990-х годах железная дорога начала работать на коротких отрезках, в основном между центральный регион Анголы с Порто-ду-Лобиту.
В 2004 году китайская компания China Railway Construction выиграла тендер на реконструкцию Бенгельской железной дороги. Проект выполнен по китайским стандартам. Скорость движения поездов увеличена до 90 км в час. Китайская железная дорога заменила собой старую бельгийскую железную дорогу, разрушенную в ходе гражданской войны в Анголе.
5 марта 2018 года была возобновлена транспортировка руды с шахты Tenque Fungurume в Конго, где добывается медь и кобальт, грузы были доставлены в порт Лобиту. С этой даты железная дорога заработала полностью, связав город Тенке (Конго) с городом Лобиту (Ангола).